# Првенац
Првенац, ијек. првијенац, или прворођени син је теолошки појам. 
Првенац се користио у старини посебним правима и привилегијама; њему је прелазила од оца власт над члановима породице, управљање кућом и родом; у наследство је добијао дупли део; код јевреја, осим посебног благослова, који је прелазио са оца на сина, сматрао се родоначелником обећаног Спаситеља. По Мојсијевом закону, прворођени израелски и сви првенци мушког пола међу стоком су се посвећивали Богу, били су намењени за циљеве служења Богу, шта је требало да подсећа израелце на њихово чудесно избављење из Египта путем помора свих првенаца египатских. Посвећење се састојало у томе, да је отац првенца био дужан да у року од 30 дана од дана рођења првенца плати цркви за њега откуп од 5 сикли, и то је ослобађало првенца од обавезе служења при цркви и храму, где су их замењивали Левити. Та замена је проузрокована тиме што је првенаца у свим израелским коленима било веома много, и народу би било тешко да их издржава. Сви прворођени од домаћих животиња, посвећени Богу, делили су се на чисте – јагањци, јарићи и телад, и били су жртвовани, и нечисте – магарци, коњи, камиле – за жртвовање су се замењивали јагањцима, или су се откупљивали, ако није било довољно јагњади. 
У вереме царева првенац се његов сматрао законитим, природним наследником престола. Посвећење Богу је такође имало тајанствено образовно значење: указивало је на “првобитну реч” и на првенца Деве Марије, којег је Мајка посветила Богу (Лука ...). Обичај откупа прворођених се сачувао код савремених Јевреја, прати се слављем (трпезом); ако отац није жив, онда прв. откупљује себе сам, достигавши пунолетство.